# تپه گیلانده
تپه گیلانده مربوط به سده‌های اولیه دوران‌های تاریخی پس از اسلام است و در شهرستان اردبیل، بخش مرکزی، دهستان کلخوران، روستای گیلان‌ده واقع شده و این اثر در تاریخ ۱۸ اسفند ۱۳۸۷ با شمارهٔ ثبت ۲۴۹۶۳ به‌عنوان یکی از آثار ملی ایران به ثبت رسیده است.